# 罗滕巴赫 (奥地利)
罗滕巴赫（德語：Rottenbach）是奥地利上奥地利州格里斯基尔兴县的一个市镇。总面积14.6平方公里，总人口1083人，人口密度74.2人/平方公里（2005年）。